# Erin Go Bragh
Erin Go Bragh, Erin go Braugh — девиз, с помощью которого демонстрируется лояльность, приверженность Ирландии. Как правило, переводится как «Да здравствует Ирландия» («Ирландия Навсегда!») и произносится ˌɛrɪn ɡə ˈbrɑː.

## Происхождение написания фразы
Сама фраза является англифицированной фразой, от ирл. Éirinn go Brách (ˈeːɾʲɪn̠ʲ ɡə ˈbˠɾˠɑːx), где Éirinn — дательный падеж от ирл. Éire, «Ирландия». В современном ирландском языке фраза пишется как ирл. Éire go Brách, произносится [ˈeːɾʲə ɡə ˈbˠɾˠɑːx]. Возможно, английская версия взята из контекста, вроде ирл. Go bhfanad in Éirinn go brách (англ. May I stay in Ireland for ever, «Пусть я останусь в Ирландии навеки») или ирл. Go bhfillead go hÉirinn go brách (англ. May go back to Ireland for ever, «пусть я вернусь в Ирландию навсегда»). В некоторых ирландских диалектах (например, в уотерфордском ирландском и в южно-коннахтском) нормальна замена Éirinn на Éire, поэтому, возможно, англификация произошла от носителя данного диалекта.

## Использование

### В эмиграции
К 1847 году фраза уже приобрела английское звучание. В этом году группа ирландских эмигрантов вступила в армию Мексики в Американо-мексиканской войне. Образованный ими отряд, известный как Los San Patricios — Батальон Святого Патрика, использовал зелёный флаг с арфой и этим девизом.
В 1862 году значительное число ирландских семей, живших во владениях Эдварда Дигби, 9-го барона Дигби в Талламоре, графство Оффали получили уведомления о выселении, местный священник, отец Падди Данни (Paddy Dunne) устроил переезд этих четырёх сотен ирландцев в Австралию. Зафрахтованный у компании Black Ball Line корабль получил имя Erin-go-Bragh. Причаливший в Брисбене после 196 дней в пути Erin-go-Bragh установил антирекорд, совершив самый длительный задокументированный переход на Зелёный континент. Пассажиры даже прозвали судно «Erin-go-Slow».

### В политике
В конце XIX века, во времена системы правления Гомруль Ирландская юнионистская партия использовала слоган во время одного из съездов, чтобы подчеркнуть гордость за свою ирландскую идентичность.

### В спорте
В конце XIX века шотландский футбольный клуб Хиберниан, основанный в 1875 году ирландскими католиками, живущими в Эдинбурге, сделал Erin Go Bragh своим девизом. Выбранное название клуба происходит от латинского наименования Ирландии — Hibernia, формой были зелёные майки с золотой арфой и девизом. Клуб до сих пор выступает в Премьершипе — высшем футбольном дивизионе Шотландии, и зелёные флаги с арфой и девизом часто можно увидеть на трибунах во время их матчей.
Два спортивных клуба по гэльским играм получили название «Эрин ге Браг». Один из них был основан в 1887 году в Клонсилле, графство Фингал. Другой, менее известный, существовал в английском Уорикшире.
В 1906 году трое ирландских спортсменов прибыли в Афины для участия во Внеочередных летних Олимпийских играх 1906 года в качестве команды Ирландии, независимой от британской. У них была собственная униформа, и они хотели впервые соревноваться как представители своей собственной страны. Однако, представители Великобритании приняли решение, что троица должна участвовать непременно под Юнион-Джеком. Питер О’Коннор завоевал серебряную медаль в прыжках в длину. Перед награждением он подбежал к флагштоку и поднял флаг Erin Go Bragh (так как триколор тогда ещё не был широко распространён) вместо британского. Прочие ирландские атлеты и некоторые присоединившиеся к ним ирландцы из американской команды несколько минут сдерживали охранников, пытавшихся спустить флаг. Это был первый случай демонстрации флага Ирландии на спортивном мероприятии, а также один из первых случаев использования спорта как инструмента политики.